# Sarkad

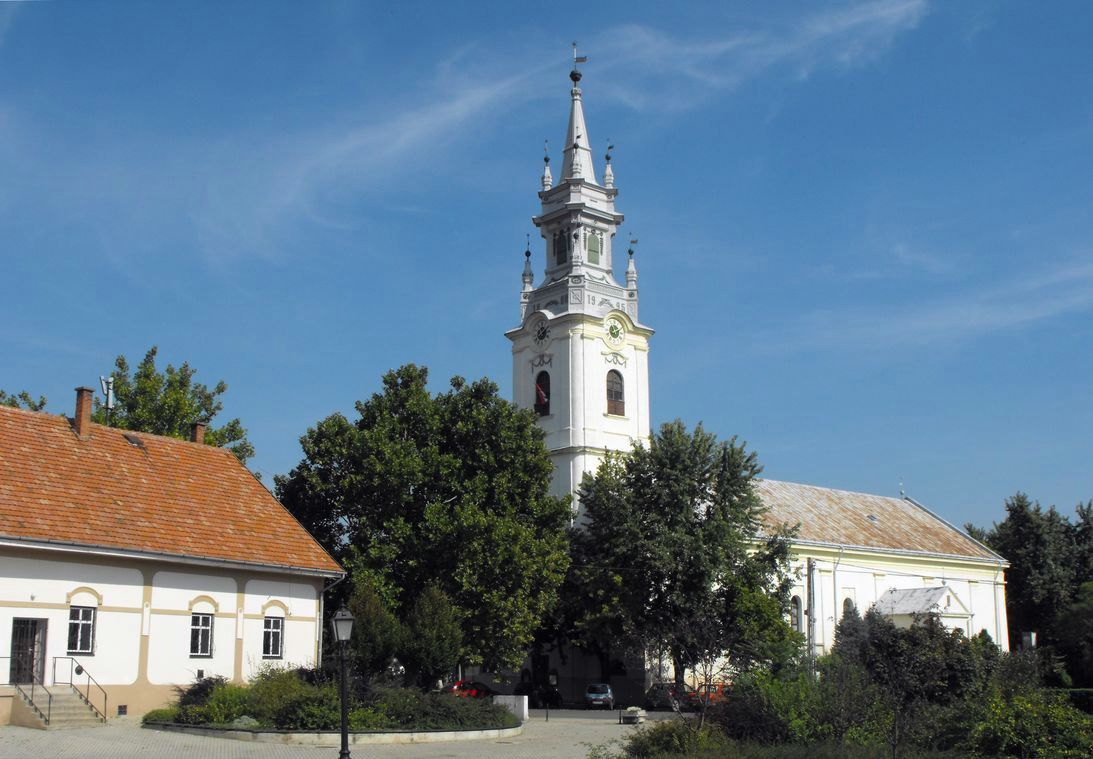
Reformerta kyrkan.

Sarkad är en mindre stad i Ungern.